# Telégrafo Mercantil

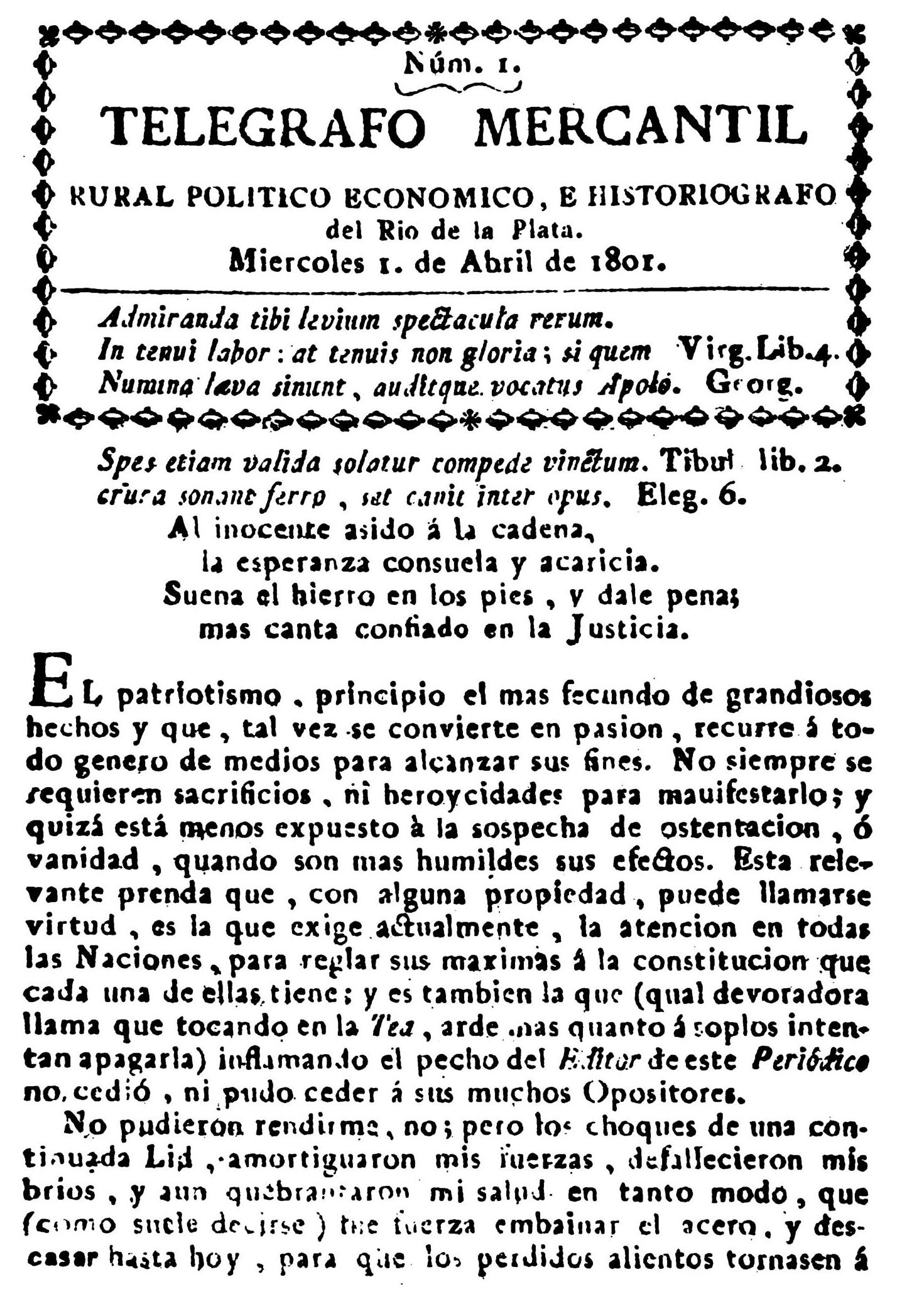
Portada del primer número del Telégrafo Mercantil, miércoles 1 de abril de 1801.

El Telégrafo Mercantil, Rural, Político, Económico e Historiográfico del Río de la Plata, fue un periódico fundado en Buenos Aires por Francisco Cabello y Mesa el 1.º de abril de 1801, a instancias de Manuel Belgrano, como secretario del Consulado de Comercio, y el virrey Avilés. El Telégrafo fue el primer periódico porteño. Fue impreso por la Real Imprenta de Niños Expósitos.